# 다섯 사람들
다섯 사람들은 한국에서 제작된 남기남 감독의 1987년 영화이다. 정혜선 등이 주연으로 출연하였고 홍성덕 등이 제작에 참여하였다.

## 출연

### 주연
- 정혜선
- 안병경
- 최화정
- 송금란
- 최정화

## 제작진
- 조명: 강광호
- 녹음: 김병수